# أوبورانديل (ويسكونسن)
أوبورانديل (بالإنجليزية: Auburndale, Wisconsin)‏ هي قرية تقع في الولايات المتحدة في مقاطعة وود. يقدر عدد سكانها بـ 703 نسمة ومساحتها 5.52 كم2وترتفع عن سطح البحر 375 متر.

## التركيبة السكانية
قام مكتب تعداد الولايات المتحدة بتحديد بيانات التركيبة السكانية لأوبورانديل في تعداد الولايات المتحدة. في ما يلي، التركيبة السكانية حسب تعدادي 2000 و2010.

### تعداد عام 2000
بلغ عدد سكان أوبورانديل 738 نسمة بحسب تعداد عام 2000، وبلغ عدد الأسر 284 أسرة وعدد العائلات 207 عائلة مقيمة في القرية.
وتوزع التركيب العرقي للقرية بنسبة 100.00% من البيض.
بلغ عدد الأسر 284 أسرة كانت نسبة 37.0% منها لديها أطفال تحت سن الثامنة عشر تعيش معهم، وبلغت نسبة الأزواج القاطنين مع بعضهم البعض 63.0% من أصل المجموع الكلي للأسر، وكانت نسبة 26.8% من غير العائلات. تألفت نسبة 22.5% من أصل جميع الأسر من أفراد ونسبة 9.5% كانوا يعيش معهم شخص وحيد يبلغ من العمر 65 عاماً فما فوق. وبلغ متوسط حجم الأسرة المعيشية 3.07، أما متوسط حجم العائلات فبلغ 2.60.
بلغ العمر الوسطي للسكان 36 عاماً. وكانت نسبة 25.2% من القاطنين تحت سن الثامنة عشر، وكانت نسبة 9.5% بين الثامنة عشر والأربعة وعشرون عاماً، ونسبة 31.6% كانت واقعةً في الفئة العمرية ما بين الخامسة والعشرون حتى والأربعة وأربعون عاماً، ونسبة 21.7% كانت ما بين الخامسة والأربعون حتى الرابعة والستون، ونسبة 12.1% كانت ضمن فئة الخامسة والستون عاماً فما فوق. يوجد لكل 100 أنثى 106.1 ذكر، ويوجد لكل 100 أنثى في الثامنة عشر من عمرها فما فوق 103.7 ذكر.
بلغ متوسط دخل الأسرة في القرية 41,103 دولار، أما متوسط دخل العائلة فبلغ 49,792 دولار. وكان متوسط دخل الذكور 28,700 دولار مقابل 23,125 دولار للإناث. وسجل دخل الفرد الخاص بالقرية 18,347 دولار.

### تعداد عام 2010
بلغ عدد سكان أوبورانديل 703 نسمة بحسب تعداد عام 2010، وبلغ عدد الأسر 291 أسرة وعدد العائلات 216 عائلة مقيمة في القرية. في حين سجلت الكثافة السكانية 330.0 نسمة لكل ميل مربع (127.4/كم2). وبلغ عدد الوحدات السكنية 315 وحدة بمتوسط كثافة قدره 147.9 لكل ميل مربع (57.1/كم2).
وتوزع التركيب العرقي للقرية بنسبة 98.7% من البيض و 0.3% من الأمريكيين الأفارقة.
بلغ عدد الأسر 291 أسرة كانت نسبة 32.0% منها لديها أطفال تحت سن الثامنة عشر تعيش معهم، وبلغت نسبة الأزواج القاطنين مع بعضهم البعض 59.8% من أصل المجموع الكلي للأسر، ونسبة 8.6% من الأسر كان لديها معيلات من الإناث دون وجود شريك، بينما كانت نسبة 5.8% من الأسر لديها معيلون من الذكور دون وجود شريكة وكانت نسبة 25.8% من غير العائلات. تألفت نسبة 22.0% من أصل جميع الأسر من أفراد ونسبة 6.9% كانوا يعيش معهم شخص وحيد يبلغ من العمر 65 عاماً فما فوق. وبلغ متوسط حجم الأسرة المعيشية 2.81، أما متوسط حجم العائلات فبلغ 2.42.
بلغ العمر الوسطي للسكان 39.7 عاماً. وكانت نسبة 23.5% من القاطنين تحت سن الثامنة عشر، وكانت نسبة 6.6% بين الثامنة عشر والأربعة وعشرون عاماً، ونسبة 27% كانت واقعةً في الفئة العمرية ما بين الخامسة والعشرون حتى والأربعة وأربعون عاماً، ونسبة 28.8% كانت ما بين الخامسة والأربعون حتى الرابعة والستون، ونسبة 14.1% كانت ضمن فئة الخامسة والستون عاماً فما فوق. وتوزع التركيب الجنسي للسكان بنسبة 51.4% ذكور و48.6% إناث.